# Рыбаков, Виктор Петрович
Виктор Петрович Рыбаков (17 апреля 1932, Спас-Седчено, Нижегородская область — 4 июля 2000, Дзержинск, Нижегородская область) — советский хозяйственный, государственный и политический деятель, Герой Социалистического Труда.

## Биография
Родился в 1932 году в селе Спас-Седчено. Член КПСС.
С 1950 года — на хозяйственной, общественной и политической работе. В 1950—1994 годах — монтажник, бригадир слесарей-монтажников Дзержинского монтажного управления треста «Волгонефтехиммонтаж» Министерства монтажных и специальных строительных работ СССР.
Указом Президиума Верховного Совета СССР от 18 мая 1983 года за большой трудовой вклад в развитие химических предприятий и выдающиеся производственные успехи, достигнутые на строительстве нового нефтехимического комплекса в Горьковской области (производство окиси этилена и гликолей Дзержинского объединения «Капролактам») присвоено звание Героя Социалистического Труда с вручением ордена Ленина и золотой медали «Серп и Молот».
Делегат ХХVII съезда КПСС.
Умер в городе Дзержинск в 2000 году.